# Радомир Шапер
Радомир Шапер — Раша (Београд, 9. децембар 1925 — Београд, 6. децембар 1998) био је српски универзитетски професор, спортиста и политичар. Шапер је био продекан на Технолошко-металуршком факултету у Београду, кошаркаш, репрезентативац Југославије, а касније и функционер Кошаркашког савеза Југославије (КСЈ), председник Техничке комисије ФИБА.

## Биографија
Отац Радомира Шапера био је успешан трговац. Панта Шапер, чије је изворно грчко име било Панајотис Сјаперас, дошао је у Београд 1919. године из варошице Ератира у Македонији, на северу Грчке. Волео је Србију и оженио се Српкињом Вукосавом Михајловић. Панта и Вукосава прво су 1924. године добили сина Светислава, а 20 месеци касније, 9. децембра 1925. године, и сина Радомира, који се родио у породичној кући у Улици Стевана Сремца у Београду.
Радомир Шапер похађао је Основну школу „Вук Караџић“ и Другу мушку гимназију, где је матурирао 1944. године. Школске 1946/47. уписао је Технолошко-металуршки факултет у Београду, где је 1950. године дипломирао. Докторирао је 1964. године, да би 1968. постао ванредни професор, а четири године касније редовни професор Технолошко-металуршког факултета. 1980. године, професор Шапер је именован за продекана Технолошко-металуршког факултета. На Факултету радио је до пензионисања 1991. године.
Током рада на Технолошко-металуршком факултету, проф. др Радомир Шапер објавио је више од 150 научних и стручних радова. Аутор је и коаутор пет књига и уџбеника из области аналитичке хемије и аутоматске регулације хемијских процеса. Годину 1957. провео је на усавршавању у Амстердаму, где је и припремао докторску дисертацију, а 1967. прихватио је да као експерт 
Уједињених нација (УН) покрене Хемијски институт у Картуму, у Судану. Међутим, упркос инсистирањима владе Судана и Уједињених нација да остане дуже од годину дана, професор Шапер вратио се у земљу због кошарке — у то време био је председник Кошаркашког савеза Југославије (КСЈ).
1953. године оженио се Љиљаном Марјановић, професорком историје у ОШ „Вук Караџић” у Београду, где је од 1980. до 1990. године обављала функцију директорке школе. Љиљана је завршила Филозофски факултет Универзитета у Београду. Била је Председник Друштва историчара Београда, као и члан Друштва историчара Србије. Ову школу, раније познату и као Палилулска основна школа, похађали су и Радомир Шапер од 1932. до 1936. године, као и преци Љиљанине породице од периода око 1820. године, када су се настанили у Београду. Радомир и Љиљана имају сина Срђана, познатог и као једног од оснивача и чланова бенда „ВИС Идоли”, који је покренуо нови талас на музичкој и културној сцени бивше СФРЈ осамдесетих година прошлог века. Срђан Шапер се од 1997. године налази на челу I&F МcCann Grupe, водеће компаније за пружање услуга у области тржишних комуникација у југоисточној Европи.
Свој политички став, проф. др Радомир Шапер дефинисао је 1945. године, када се као деветнаестогодишњак вратио са Сремског фронта. Није никада био члан Савеза комуниста Југославије (СКЈ), а у јануару 1990. међу првима је приступио тек обновљеној Демократској странци (ДС). У њој је остао до смрти. Био је члан Политичког савета, председник Универзитетског савета, председник Београдског одбора и члан Главног одбора Демократске странке.

## Играчка каријера
Прве кошаркашке кораке, Радомир Шапер научио је у Другој мушкој гимназији код професора Ђоке Илића, а кошаркашки ентузијазам делио је и са старијим братом Светом. Заједно су заиграли у КК БАСК, када је званично и почела Рашина кошаркашка каријера.
Међународна кошаркашка федерација (ФИБА) настала је 1936. године, а четири године касније, 20. новембра 1940. године основана је наша кошаркашка организација и учланила се у ФИБА, која је тада имала 36 чланова.
Године 1942. одржано је првенство Београда и историја кошарке почела је да се ствара, а Радомир и Света Шапер бранили су боје БАСК-а. Кошарка се играла најпре у Дому краља Александра, па затим у Соколани, али је у суштини кошаркашка игра почела да живи тек од првих дана 1945. Генерација кошаркаша стасала у ратним годинама дочекала је пролеће 1945. године, крај рата и свој први кошаркашки терен, тениски терен на Малом Калемегдану. Тада су Радомир Шапер и његови другови заиграли за тек основани КК Црвена звезда.
Само четири месеца по завршетку рата момци са Калемегдана заиграли су у Суботици на првом државном првенству, и то као екипа Србије. Екипу су чинили играчи: Радомир и Света Шапер, Небојша Поповић, Василије Стојковић, Павле Костић, Иван Димић, Миодраг Стефановић и Миле Николић. У финалном мечу екипа Југословенске армије савладала је екипу Србије са 21:16.
У првој петорки Црвене звезде играли су, поред Радомир Шапера, и Александар Николић, Борислав Бора Станковић, Мија Стефановић и Небојша Поповић, који је био играч, капитен и тренер.
За прави развој и напредак кошаркашког спорта био је неопходан ривалитет и стално такмичење. Што више клубова, то више кошаркаша. После мобилизације крајем октобра 1944. године и ослобођења Београда, Раша још увек није био демобилисан и тада је по команди заједно са братом Светом, прешао из Црвене звезде у Партизан, који је водио Ратко Влаховић, заједно са Божом Гркинићем. Ту су били и Павле Костић, Чеда Стојићевић, Бора Јовановић, који је играо и одбојку, Златко Ковачевић, хокејаш Партизана, повремено и одбојкаш. Ковачевић је био свестран, у сва три спорта репрезентативац Југославије. Био је ту и Славко Арнерић, отац глумице Неде Арнерић.
Ривалитет међу клубовима појачавао се из године у годину у свим спортовима, па и у кошарци. Посебно су била занимљива првенства 1949, 1950. и 1951. године, када су Партизан и Црвена звезда имали исти број бодова, али је Црвена звезда освојила све три титуле првака захваљујући бољој кош-разлици.
Радомир Шапер играо је у Партизану од 1946. до 1953. године. Са њим су играли и Славко Арнерић, Ненад Кушић, Милан Миладиновић, Борислав Бора Станковић, Вилмош Лоци, Лајош Енглер, Мирко Марјановић, Златко Ковачевић, Ратко Влаховић, Божа Мунћан, итд.
Прву међународну утакмицу репрезентација Југославије одиграла је 1946. године у Букурешту и тада је изгубила од Румуније. Прву победу остварила је два дана касније у сусрету с Албанијом. На Првенству Европе у Чехословачкој 1947. године заузела је претпоследње, 13. место, након чега савезни капитен репрезентације Југославије постаје Француз Анри Ел, који је позвао Радомира Шапера у Опатију на припреме за квалификациони турнир у Ници, где је Раша одиграо и прве утакмице за репрезентацију Југославије.
По завршетку каријере, Радомир Шапер остао је у кошарци до краја живота као спортски радник, бавећи се пре свега питањима организације и развоја кошаркашког спорта, унапређењем правила игре и квалитетом суђења. Заједно са Бором Станковићем, радио је са талентованим кошаркашима у дресовима КК БСК, клуба који се од 1958. године звао ОКК Београд. Бора је био тренер, а Раша технички руководилац. Четири године били су заједно у клубу, а темељност њиховог рада донела је изузетан резултат, титулу првака 1958/59. ОКК Београд изнедрио је многе талентоване кошаркаше, међу којима и прву велику легенду београдске кошарке, Радивоја Кораћа.

## Спортски радник
На Првом Светском првенству у Буенос Ајресу 1950. године, Југославија је заузела последње, десето место, без иједне победе, а три године касније на Европском првенству 1953. у Москви освојено је шесто место. Након ових резултата, Данило Кнежевић, тадашњи председник Кошаркашког савеза Југославије (КСЈ), у свој тим позвао је Радомира Шапера, Борислава Станковића, Небојшу Поповића и Александра Николића, активне спортисте чија је играчка каријера била на заласку или потпуно завршена.
У деценијама које ће уследити, тај избор показаће се као прави, јер су управо постали четири стуба на којима се градила југословенска кошарка. Још од 1945. године, када су њих четворица заиграли заједно, имали су исти циљ, идеју, амбицију, али и снагу да маштарије о европским и светским висинама претворе у реалност. Тако је постављена стратегија за пут наше кошарке ка врху. Савезни тренер био је Александар Николић, који је одмах отпутовао на усавршавање у Сједињене Америчке Државе. Поповић, Станковић и Шапер своје организационе способности тек су почели да исказују. Раша је први добио званичну функцију, водио је Технички секретаријат, који је касније преименован у Такмичарску комисију. Поповић је убрзо постао потпредседник Савеза, а Станковић је прво био „вођа тима“, а потом генерални секретар.
Средином 1958. године, ново руководство одлучило је да пријави кандидатуру за организацију дванаестог Првенства Европе, које је требало да се одржи 1961. године. Пријавило се 19 репрезентација, јер у то време није било квалификација. Играло се од јутра до мрака осам дана. Југославија је феноменалним играма успела да се пласира у финале и да тамо заигра са непобедивим СССР-ом. После велике борбе, Југославија је изгубила и освојила сребрну медаљу. Била је ово прва медаља у историји југословенске кошарке и резултат изнад очекивања, који је отварао нови простор за такмичење с најбољим светским екипама. Тренер Александар Николић предводио је победнички тим, а Радивој Кораћ освојио је и титулу најбољег стрелца Европе са 216 поена на девет утакмица. Након ове медаље, уследила је брза популаризација кошарке у земљи, ницали су нови клубови и број кошаркаша почео је да расте.
Потврда да је пронађена формула успеха стигла је две године после прве медаље, 1963. године на Светском првенству у Рио де Жанеиру, где репрезентација осваја сребрну медаљу, иза екипе Бразила. На том шампионату, побеђене су и репрезентација САД (75:73) и репрезентација Совјетског Савеза (69:67). Касније исте године, на Првенству Европе у Вроцлаву, освојена је још једна медаља, бронзана.
Крајем фебруара 1965. године, на конференцији Кошаркашког савеза Југославије одржаној у Сарајеву, долази до смене на врху и за новог председника изабран је један од најближих сарадника тадашњег председника Кнежевића, др инж. Радомир Шапер. Први пут у историји послератног југословенског спорта, бивши репрезентативац постао је председник једног спортског савеза. 1967. године Радомир Шапер поново је изабран за председника, а у јесен 1967. почела је права кошарка и првенство које се први пут играло у дворанама, по европском календару.
Године 1970, Југославија је била домаћин Светског првенства и у финалној утакмици победила је репрезентацију Америке са 70:63, освојивши прву златну медаљу. Историјски успех и освојену прву титулу светског првака забележили су: Ратомир Тврдић, Љубодраг Симоновић, Винко Јеловац, Трајко Рајковић, Аљоша Жорга, Драган Капичић, Иво Данеу, Крешимир Ћосић, Дамир Шолман, Никола Плећаш, Драгутин Чермак и Петар Сканси, тренер Ранко Жеравица и председник Кошаркашког савеза Југославије, др инж. Радомир Шапер.
На конференција Кошаркашког савеза Југославије одржаној 26. јуна 1970. у Скопљу, за председника је опет изабран др Радомир Шапер, за потпредседнике Жељко Циндрић и Небојша Поповић, за генералног секретара Бора Станковић, а за председника Стручног савета Борис Кристанчић. Радомир Шапер био је председник Кошаркашког савеза Југославије до 1973. године, када је изабран на функцију генералног секретара. Био је и комесар кошаркашког првенства Југославије и идејни творац и иницијатор YУБА лиге, домаћег првенства организованог и замишљеног тако да буде најјаче такмичење на свету после америчке НБА лиге, које се уочи распада Југославије свело на лигу клубова из Србије и Црне Горе.
24. августа 1972. године, одржан је Конгрес Међународне кошаркашке федерације ФИБА, а Радомир Шапер изабран је за председника Техничке комисије ФИБА, и на тој функцији остао је до смрти, 1998. године, а заједно са Бором Станковићем био је и члан Централног одбора. Немерљив је његов допринос развоју и унапређењу кошаркашког спорта у свету, увођењем нових и иновативних правила игре и унапређењем квалитета суђења.
Радомир Шапер био је иницијатор многих позитивних промена у југословенској кошарци, пре свега оних које су се тицале оспособљености кошаркашке организације да стратешки руководи развојем игре. Често је истицан његов немерљив допринос у унапређењу кошаркашких правила на међународном нивоу.
Од 2001. године ФИБА додељује награду „Радомир Шапер“ за велика достигнућа на пољу развоја кошарке у свету. Радомиру Шаперу ФИБА је посмртно доделила Орден части, а у Алкобендасу, предграђу Мадрида у Шпанији, 1. марта 2007. године отворена је Кућа славних Међународне кошаркашке организације. Заједно са још 38 личности било је и 5 кошаркашких играча, тренера, судија и кошаркашких радника из Србије који су задужили кошаркашки спорт. Међу њима је и проф. др Радомир Шапер. Кућа славних Међународне кошаркашке организације данас се налази у оквиру седишта ФИБА-е у месту Меис, у близини града Женеве у Швајцарској.
Поводом 20 година од смрти Радомира Шапера одржан је први турнир који носи његово име, а на коме су примењена нека од иновативних правила у игрању кошарке за чију примену се залагао Радомир Шапер током свог живота (мешовите мушко-женске екипе, другачије бодовање, трајање утакмице...). Организатори турнира су Спортски центар „Радивој Kораћ“ и кошаркашки клубови ОKK Београд и ЖKK Радивој Kораћ, док је пехар који носи име Радомир Шапep победнику истоименог турнира, уручио Срђан Шапер, син Радомира Шапера.
Споменик великанима српске и југословенске кошарке откривен је на кошаркашким теренима на Калемегдану у славу кошаркашких великана, међу којима је и Радомир Шапер, који су пренели славу југословенске и српске кошарке.
Кошаркашка фондација објавила је издање „Како се стварала југословенска кошарка” о Радомиру Шаперу, које се може бесплатно преузети на сајту Кошаркашког савеза.